# Live Films ふたり
「Live Films ふたり〜幸（せ）拍（手）歌合戦〜」（ライブフィルムス ふたり～こうはくうたがっせん～）は、ゆずのライブビデオ。1999年にセーニャ・アンド・カンパニーより発売。

## 概要
全編二人のみの弾き語りによるライブ。

## 収録曲
1. 大バカ者
2. ところで
3. 四時五分
4. 連呼
5. 月曜日の週末
6. いこう
7. する〜（渋谷公園通り劇場／1998.5.30より）
8. 雨と泪
9. 境界線
10. からっぽ
11. うすっぺら（横浜 伊勢佐木町商店街 松坂屋前 路上ライブ／1997.10.12より）
12. 遊園地（横浜 伊勢佐木町商店街 松坂屋前 路上ライブ最終日／1998.8.30より）
13. 地下街
14. てっぺん
15. 岡村ムラムラブギウギ
16. いつか
17. 夏色
18. 少年
19. シュビドゥバー
20. 贈る詩